# Louise Feron
Pour les articles homonymes, voir Féron (homonymie).
Louise Feron (ou, sur certaines pochettes, Louise Féron) de son vrai nom Pascale Feron,  est une chanteuse de rock française.

## Biographie
Louise Feron de son vrai nom Pascale Feron se fait connaître en 1988 avec Tomber sous le charme.
Son premier album fut produit par John Cale (ex-Velvet Underground) et la musique composée par Dominique Laboubée (leader des Dogs), avec Philippe Almosnino à la guitare (ancien guitariste des Wampas)

## Discographie

### Albums
- Louise Féron - Virgin - no 30839 - 1991
- Singulière et plurielle - L.P.G. 005 - 1997
- Le Passé Revenant - Tarantula Music - 2010

### Singles et Maxi
- 45 t Tomber sous le charme 1988 - Virgin France - no 90407
- Maxi Tomber sous le charme 1988 - Virgin France - no 80427
- 45 t Ni avec toi ni sans toi 1989 - Virgin France - no 90510
- Maxi Ni avec toi ni sans toi 1989 - Virgin France - no 80450
- 45 t Souvenirs de l'avenir 1991 - Virgin France - 90671

### Autres
- Salut les amoureux en duo avec Jérôme Soligny sur la compilation L'équipe à Jojo consacrée à Joe Dassin.
- La ballade de Jim, reprise d'Alain Souchon sur la compilation Diversion (1990).
- What Can I Do sur la compilation Rock à Rouen de 1984 avec son premier groupe Le Choix des Armes.